# Rabat Ajax Football Ground
Rabat Ajax Football Ground – to stadion piłkarski w mieście Mtarfa na Malcie. Swoje mecze rozgrywa na nim drużyna piłkarska Rabat Ajax. Stadion może pomieścić 700 widzów.